# Pararistolochia sepikensis
Pararistolochia sepikensis är en piprankeväxtart som beskrevs av Michael J. Parsons. Pararistolochia sepikensis ingår i släktet Pararistolochia och familjen piprankeväxter. Inga underarter finns listade i Catalogue of Life.